# 臂鈎躄魚科
臂鈎躄魚科（學名：Brachionichthyidae）是輻鰭魚綱鮟鱇目躄魚亞目的其中一科計有五属14個現生物種，皆分佈於澳大利亚塔斯馬尼亞州四周的海床，最深可達水平面下120公尺。這些棲息於海底的海魚不尋常之處，在於牠們除了靠游泳來移動之外，還會利用一雙胸鰭在海床上「行走」。

## 分類
本科各屬及物種分別如下：

### 臂鈎躄魚屬（Brachionichthys）
- 澳洲臂鈎躄魚（Brachionichthys australis）
- 粗體臂鈎躄魚（Brachionichthys hirsutus）

### 裸臂躄魚屬（Brachiopsilus）
- 粉紅裸臂躄魚（Brachiopsilus dianthus）
- 駝背裸臂躄魚（Brachiopsilus dossenus）
- 齊氏裸臂躄魚（Brachiopsilus ziebelli）

### 足躄魚屬（Pezichthys）
- 大棘足躄魚（Pezichthys amplispinus）
- 側扁足躄魚（Pezichthys compressus）
- 艾氏足躄魚（Pezichthys eltanini）
- 高鰭足躄魚（Pezichthys macropinnis）
- 眼斑足躄魚（Pezichthys nigrocilium）

### 合鰭躄魚屬（Sympterichthys）
- 摩氏合鰭躄魚（Sympterichthys moultoni）
- 紅合鰭躄魚（Sympterichthys politus）
- 單翼合鰭躄魚（Sympterichthys unipennis）

### 疣躄魚屬（Thymichthys）
- 疣躄魚（Thymichthys verrucosus）